# Jack Daniel’s
Jack Daniel’s – amerykańska Tennessee whiskey produkowana od 1866 roku, najstarsza amerykańska whiskey. Filtrowanie przez 3-metrową warstwę klonowego węgla drzewnego przez okres około 10 dni nadaje jej łagodny smak.
Whiskey została wynaleziona przez Jaspera Newtona „Jacka” Daniela w destylarni w małej miejscowości Lynchburg, w stanie Tennessee w USA. Zarejestrowane przez niego przedsiębiorstwo jest pierwszą i najstarszą oficjalnie zarejestrowaną destylarnią w Stanach Zjednoczonych.
Alkohol rozlewany jest w charakterystycznych butelkach z czarną etykietką, najczęściej o pojemności 0,5, 0,7 lub 1 litra (rzadziej spotykane są inne pojemności). Kształt butelek jest zbliżony do prostopadłościanu z szyjką (powstał z prozaicznego powodu: ułatwiał transport, a prostokątne butelki nie staczały się podczas transportu. Jack Daniel’s jest rozlewany do kwadratowych butelek od 1897 roku).
Obecnie marka ta, obok marki Benriach, jest własnością amerykańskiej firmy Brown-Forman Corporation (do 2023 roku częścią koncernu była również marka wódek Finlandia).

## Jack Daniel’s Single Barrel
Odmiana Jacka Danielsa z wyższej półki, wprowadzona do sprzedaży w 1997 roku, powstała z myślą o zamożnych i wymagających konsumentach. Jedna butelka Jack Daniel’s Single Barrel zawiera whiskey pochodzącą tylko z jednej beczki, co pozwala koneserom wyczuć subtelne różnice w smaku pomiędzy whiskey pochodzącymi z różnych beczek. Do Single Barrel wybiera się beczki leżakujące na najwyższych półkach w magazynie, gdzie dobowe i roczne zmiany temperatur i wilgotności są największe. Dzięki temu do napoju dostaje się najwięcej smaków i aromatów z drewna beczki.

## Sosy
Szkockie przedsiębiorstwo Baxters wprowadziła na rynek także serię sosów do mięs i potraw z grilla na licencji i pod nazwą Jack Daniel’s. Zawierają one 1% oryginalnej whiskey Old No. 7.